# 光叶兔儿风
光叶兔儿风（学名：Ainsliaea glabra）为菊科兔儿风属的植物，是中国的特有植物。分布在中国大陆的云南等地，生长于海拔800米至1,200米的地区，多生长于林缘和林下荫湿草丛中，目前尚未由人工引种栽培。